# Thiago Pereira
Thiago Pereira (n. 26 ianuarie 1986, Volta Redonda, Rio de Janeiro, Brazilia) este un înotător brazilian, medaliat olimpic. A participat la 4 ediții ale Jocurilor Olimpice (2004, 2008, 2012, 2016) în care a câștigat o medalie de argint.